# Радужная улица (Киев)
Радужная улица — улица в Днепровском районе Киева. Примыкает с восточной стороны к Радужному озеру. 
Пролегает от проспекта Алишера Навои до пересечения с улицами Петра Вершигоры и Николая Кибальчича. Примыкающие улицы: Марка Черемшины, Сулеймана Стальского, Ивана Микитенко. В 2009 году открыт проезд от Радужной улицы к платформе «Троещина» киевской городской электрички.

## История
Улица возникла в конце 1970-х — в 1980-х  с началом застройки жилого массива на берегах Радужного озера. Первоначально имела название Серова, но позже переименована в Радужную, а название Серова придано одной из прилегающих улиц.  Ранее на этой территории находилась Воскресенская слободка, застроенная частными одноэтажными домами; на картах-схемах 1950—1970-х она обозначалась как коллективные сады. При строительстве жилого массива Серова-Радужный улица была проложена по краю намытой способом гидронамыва территории, под которой ныне «похоронены» улицы-предшественницы современных. На немецкой карте Киева 1943 года улица, проходящая вдоль восточного берега Радужного озера, названа Шевченковской, а к ней примыкает улица Радунковская (название которой связано с другими названиями озера — Радунь, Радунка). До постройки Северного моста была участком пути из города к селам Троещина, Вигуровщина, Погребы и др.

## Учреждения
- Общеобразовательная школа № 120 (д. № 17-б)
- Общеобразовательная школа № 234 (д. № 12)
- Общеобразовательная школа № 265 (д. № 53)